# Scott Rand (Ruderer)
Scott Rand (* 6. Oktober 1968 in Calgary) ist ein ehemaliger kanadischer Ruderer. Aufgrund einer Lähmung startete er beim Pararudern.
Rand trat bei zwei Regatten international in Erscheinung. Im Jahr 2007 belegte er mit dem kanadischen LTA-Mixed-Vierer mit Steuermann den Bronzerang bei den Ruder-Weltmeisterschaften in München. Sein größter Erfolg war im Jahr darauf die Teilnahme an den Paralympischen Sommerspielen in Peking. Sein Boot erreichte im Wettbewerb LTA-Mixed-Vierer mit Steuermann den 6. Platz.